# Lantosque
Lantosque é uma comuna francesa na região administrativa da Provença-Alpes-Costa Azul, no departamento Alpes Marítimos. Estende-se por uma área de 44,76 km², com  (Lantosquois) 1019 habitantes, segundo os censos de 1999, com uma densidade de 22 hab/km².